# Nymphalis teloides-clara
Nymphalis teloides-clara är en fjärilsart som beskrevs av Reuss 1911. Nymphalis teloides-clara ingår i släktet Nymphalis och familjen praktfjärilar. Inga underarter finns listade i Catalogue of Life.